# Grad koji se uspinje
Grad se diže (talijanski: La città che sale) je slika Umberta Boccionija iz 1910. god. koja se drži za likovni manifest futurizma. God. 1912. sliku je kupio glazbenik Ferruccio Busini, a izložena je danas u Muzeju moderne umjetnosti (MoMA) u New Yorku.
Boccioni je napravio mnogo studija za ovo monumentalno djelo od ljeta 1910. do travnja 1911. Prvi put je izložena na izložbi slobodne umjetnosti (Mostra d'arte libera) održanoj u Milanu. Tada je naziv ovog djela bio Il lavoro („Rad”). Iako su na slici prisutni realistični elementi (npr. skele i zgrade) i prostor još uvijek podliježe perspektivi, ova slika smatra se prvim stvarnim futurističkim djelom Umberta Boccionija, iako se ne razlikuje mnogo od njegovih prethodnih radova koji prikazuju predgrađa. No, na ovoj slici naturalističke vizije iz prethodnih djela su napuštene i zamijenjene su dinamičnijim vizijama.
Građevine elektrane koje su u izgradnji u predgrađu vidljive su s dimnjacima i tramvajima u gornjem dijelu, ali najviše prostora zauzimaju muškarci i konji koji zajedno čine dinamičan spoj. Golemi konji koji vuku svoje uzde, dok ih ulični radnici neuspješno pokušavaju obuzdati, je simboličan prikaz nemogućnosti sputavanja nekontrolirano eksplozivnog razvoja gradova. Boccioni ovu proslavu titanske energije industrijske aktivnosti 1910-ih godina anakronistički prikazuje konjskom snagom. Stilski, Boccioni još uvijek slika pointilističkom tehnikom koja razbija volumene na atome, pri čemu se simboli konjske i ljudske snage spajaju u impresionističkoj mrlji svjetlosti u pokretu. Boccioni tako naglašava neke od najvažnijih elemenata futurizma, uzvišenost ljudskog rada i važnost suvremenog grada.
Naime, mnogi su futuristi bili razočarani talijanskim gradovima koji su poput Venecije, živjeli u prošlosti. Filippo Tommaso Marinetti je išao dotle da je ove gradove-muzeje nazvao „grobljima”. Idealni grad za futuriste je bio Milano, industrijski i napredan. Upravo je ovaj grad prikazan na Boccionijevoj slici. Također, ona je proslava muževnog proletarijata kroz snažne figure koje se savijaju pod nemogućim kutovima i izvijaju se pod zahtjevnim radom. Predstavljanje radnika kao heroja i krilata poza (gotovo kao barjak) pretjerano velikog crvenog konja čini gotovo mitološki prikaz izgradnje modernog grada.